# آرایه‌شناسی عددی
آرایه‌شناسی عددی یا تاکسونومی عددی (به انگلیسی: Numerical taxonomy)، یک سیستم طبقه‌بندی در سیستماتیک زیست‌شناختی است که به گروه‌بندی واحدهای آرایه‌شناسی با روش‌های عددی بر اساس حالت شخصیت آنها می‌پردازد. هدف آن ایجاد یک طبقه‌بندی با استفاده از الگوریتم‌های عددی مانند تجزیه و تحلیل خوشه‌ای به جای استفاده از ارزیابی ذهنی از ویژگی‌های آنها است. این مفهوم برای نخستین بار توسط رابرت آر. سوکال و پیتر اچ اسنیث در سال ۱۹۶۳ گسترش یافت و بعداً توسط همان نویسندگان توضیح داده شد. آنها این حوزه را به فنتیک تقسیم کردند که در آن طبقه‌بندی‌ها بر اساس الگوهای شباهت‌های کلی شکل می‌گیرند و طبقه‌بندی‌هایی که در آن طبقه‌بندی‌ها بر اساس الگوهای انشعاب تاریخ تکاملی برآوردشدهٔ گونه‌ها است.
اگرچه به عنوان یک روش عینی در نظر گرفته شده‌است، اما در عمل انتخاب و وزن‌دهی ضمنی یا صریح ویژگی‌ها تحت تأثیر داده‌های موجود و علایق پژوهشی پژوهشگر است. آنچه هدف‌گذاری شد، معرفی مراحل صریح برای ایجاد دندروگرام‌ها و کلادوگرام‌ها با استفاده از روش‌های عددی به جای سنتز ذهنی داده‌ها بود.